# Dymer (Ukraina)
Dymer (ukr. Димер; pol. hist. Dymir) – osiedle typu miejskiego na Ukrainie, w obwodzie kijowskim, w rejonie wyszogrodzkim, siedziba administracyjna rady osiedlowej.
Miejscowość została założona w 1582 roku. 
Siedziba dawnej gminy Dymir w powiecie kijowskim.
W 1967 roku otrzymała status osiedla typu miejskiego.
W 1989 liczyło 6524 mieszkańców.
W 2001 roku liczyło ok. 5,8 tys. mieszkańców, 96% mieszkańców jako język ojczysty wskazało ukraiński, 3,6% – rosyjski, 0,4% – białoruski.
W 2013 liczyło 5789 mieszkańców.